# SARG04
SARG04 — протокол квантового распределения ключей, полученный усовершенствованием протокола BB84. Известен своей устойчивостью к атаке с разделением по числу фотонов.

## История
В 2004 году группа криптографов (Acin A., Gisin N., Scarani V.) опубликовала в Physical Review Letters свою работу по исследованию протоколов на устойчивость к PNS-атакам (англ. Photon Number Splitting attack), где была показана уязвимость протокола 4+2 (комбинация BB84 и B92) , который являлся первой попыткой противостоять PNS-атаке . Вместе с тем они предложили решение этой проблемы, а именно была придумана конфигурация векторов, не позволяющая провести измерение, которое бы ортогонализовало состояния в каждой паре базисов (с ненулевой вероятностью).

## Описание

### Невозможность измерения
Измерение, названное фильтрацией (англ. filtering), может стать невозможным, если пары векторов из разных базисов не будут связаны никаким унитарным преобразованием. Рассмотрим две пары базисов:
{\displaystyle a:\{|0_{a}\rangle ,|1_{a}\rangle \},\ b:\{|0_{b}\rangle ,|1_{b}\rangle \}},
они связаны унитарным преобразованием
{\displaystyle U:{\begin{cases}|0_{b}\rangle =u_{11}|0_{a}\rangle +u_{12}|1_{a}\rangle ,\\|1_{b}\rangle =u_{21}|0_{a}\rangle +u_{22}|1_{a}\rangle .\end{cases}}}
Злоумышленник по имени Ева пытается провести фильтрацию, проецируя исходные состояния из базиса {\displaystyle a} на ортогональное состояние {\displaystyle \{|0'_{a}\rangle ,|1'_{a}\rangle \}}, то есть
{\displaystyle M|i_{a}\rangle ={\frac {1}{\sqrt {p_{a}}}}|i'_{a}\rangle ,\quad i=0,1},
а в силу линейности отображения векторов из базиса {\displaystyle b:}
{\displaystyle M|0_{a}\rangle =M(u_{11}|0_{a}\rangle +u_{12}|1_{a}\rangle )={\frac {1}{\sqrt {p_{a}}}}(u_{11}|0'_{a}\rangle +u_{12}|1'_{a}\rangle ),}
{\displaystyle M|1_{b}\rangle =M(u_{21}|0_{a}\rangle +u_{22}|1_{a}\rangle )={\frac {1}{\sqrt {p_{a}}}}(u_{21}|0'_{a}\rangle +u_{22}|1'_{a}\rangle ).}
Наложение векторов в базис {\displaystyle b} будет выглядеть:
{\displaystyle |\langle 0'_{b}|1'_{b}\rangle |=|u_{11}u_{21}+u_{12}u_{22}|},
но {\displaystyle u_{11}u_{21}+u_{12}u_{22}=0} (следует из определения унитарного преобразования), а значит Ева может подобрать измерение, проектирующее векторы каждого базиса на ортогональные состояния, для любого унитарного преобразования, которое связывает состояния из разных базисов.
Однако, если связывающее преобразование неортогонально, то
{\displaystyle |u_{11}u_{21}+u_{12}u_{22}|>|\langle 0_{a}|1_{a}\rangle |},
то есть всякое измерение, делающее ортогональным состояния одной пары базисов, будет непременно уменьшать угол между состояниями другой пары, делая их менее различимыми. Это обеспечивает противостояние PNS-атаке.

### Принцип работы
В SARG04 реализуется описанное выше свойство: при определенной конфигурации состояний Ева не сможет провести фильтрацию. Авторы протокола предложили следующую конфигурацию :
{\displaystyle |0_{a}\rangle ={\begin{pmatrix}\cos {\frac {\eta }{2}}\\\sin {\frac {\eta }{2}}\end{pmatrix}},\quad |1_{a}\rangle ={\begin{pmatrix}\cos {\frac {\eta }{2}}\\-\sin {\frac {\eta }{2}}\end{pmatrix}},}
{\displaystyle |0_{b}\rangle ={\begin{pmatrix}\sin {\frac {\eta }{2}}\\-\cos {\frac {\eta }{2}}\end{pmatrix}},\ |1_{b}\rangle ={\begin{pmatrix}\sin {\frac {\eta }{2}}\\-\cos {\frac {\eta }{2}}\end{pmatrix}}.}
Угол между векторами в каждом из базисов равен {\displaystyle \eta :\langle 0_{a}|1_{a}\rangle =\cos \eta ,\ \langle 0_{b}|1_{b}\rangle =-\cos \eta },
причем {\displaystyle \langle 0_{a}|0_{b}\rangle =\langle 1_{a}|1_{b}\rangle =0,\ \langle 0_{a}|1_{b}\rangle =\langle 1_{a}|0_{b}\rangle =\sin \eta }.
Проверим такую конфигурацию на уязвимость для PNS-атак . Вектора разных базисов связаны следующим образом:
{\displaystyle |0_{b}\rangle =c|0_{a}\rangle +c'|1_{a}\rangle ,\ |1_{b}\rangle =c'|0_{a}\rangle +c|1_{a}\rangle }, где {\displaystyle c=-{\frac {\cos \eta }{\sin \eta }},\ c'={\frac {1}{\sin ^{2}\eta }}}.
Величина перекрытия равна: {\displaystyle 2cc'={\frac {2\cos \eta }{\sin \eta }}\geqslant \cos \eta }, следовательно протокол устойчив к PNS-атакам.

## Криптоанализ
Протокол уязвим для PNS-атак, если злоумышленник способен блокировать все посылки с одним и двумя фотонами, а в посылках с тремя фотонами может измерять два из них в разных базисах, блокируя импульс при получении как минимум одного несовместного исхода. При угле {\displaystyle {\frac {\pi }{4}}} вероятность получить несовместный исход хотя бы при одном измерении получается больше {\displaystyle \cos ^{2}{\frac {\pi }{4}}={\frac {1}{2}}}, следовательно для эффективного перехвата Ева должна уметь блокировать посылки и с тремя фотонами.
Получаем, что для успешной атаки протокола необходимо иметь возможность блокировать все посылки с одним, двумя и тремя фотонами, а значит SARG04 заметно лучше защищен от PNS-атак по сравнению с BB84.

## Вариация протокола
В своей работе авторы SARG04 также описали важный частный случай протокола , который использует аналогичные сигнальные состояния, что и BB84, но имеет другую технику кодирования, что позволяет увеличить стойкость к PNS-атакам, жертвуя скоростью передачи данных.
Рассмотрим угол {\displaystyle \eta ={\frac {\pi }{4}}}, после поворота сигнальными состояниями будут {\displaystyle |\pm x\rangle } и {\displaystyle |\pm z\rangle }, как и в BB84 (использование тех же состояний упрощает техническую реализацию). Боб также случайно меряет компоненту {\displaystyle \sigma _{x}} или {\displaystyle \sigma _{z}}, но теперь Алиса при публичном согласовании вместо базиса называет одну из четырёх пар состояний {\displaystyle A_{m,n}\ (m,n\in \{\pm \})}. Сигналы {\displaystyle 0} и {\displaystyle 1} кодируются состояниями {\displaystyle |\pm x\rangle } и {\displaystyle |\pm z\rangle } соответственно. Если Алиса собирается послать сигнал {\displaystyle 1}, то она может послать {\displaystyle |-z\rangle } и публично объявить пару {\displaystyle A_{+,-}}. В свою очередь Боб сможет достоверно это распознать только тогда, когда он мерил {\displaystyle \sigma _{x}} и получил {\displaystyle -1}. Он не сможет распознать {\displaystyle 0} в базисе {\displaystyle \sigma _{x}} или что-либо в базисе {\displaystyle \sigma _{z}}, если получил {\displaystyle +1}. Измерив {\displaystyle \sigma _{z}}, он получит {\displaystyle -1}, но не узнает базис отправного состояния, поскольку Алиса могла использовать базис {\displaystyle \sigma _{x}}. Получаем, что после согласования базисов у Боба и Алисы совпадет только четверть посланных сигналов, а скорость передачи упадет вдвое по сравнению с BB84 и B92.